# Abena Amoah
Abena Amoah é uma banqueira, empresária e consultora financeira de Gana. Em 15 de julho de 2020, ela foi nomeada Diretora Adjunta da Bolsa de Valores de Gana.
Antes, Amoah era diretora executiva da Baobab Advisors, uma empresa de serviços de consultoria financeira que ela fundou. Tambék atuou nos conselhos de administração da Wapic Insurance Limited (Gana), do Access Bank Limited (Gana) e do Fundo de Desenvolvimento das Mulheres Africanas.
Amoah recebeu o maior prêmio de excelência da Newmont Gold Gana no National Youth Excellence Awards em 2006. E foi listada como uma das 100 mulheres empreendedoras mais destacadas da WomanRising em Gana em 2016.
Formou-se na Escola de Negócios da Universidade de Gana, também estudou na Stanford Graduate School of Business, na Harvard Business School e na Daniels College of Business da Universidade de Denver.